# Nicole Lévêque
Nicole Lévêque (née Sorel le 27 janvier 1951 à Nuillé-sur-Vicoin) est une athlète française, spécialiste des courses de fond.
En 1994, elle est sacrée championne de France du 10 000 mètres et championne de France du semi-marathon. Elle établit cette même année la meilleure performance française de tous les temps sur 15 km route (49 min 55 s et sur semi-marathon (1 h 11 min 35 s). Elle se classe 11e du 10 000 m lors des championnats d'Europe 1994,  15e des championnats du monde de semi-marathon 1994 et 27e de ceux de 1995.
En 1998, elle termine 22e du marathon des championnats d'Europe.